# Salé

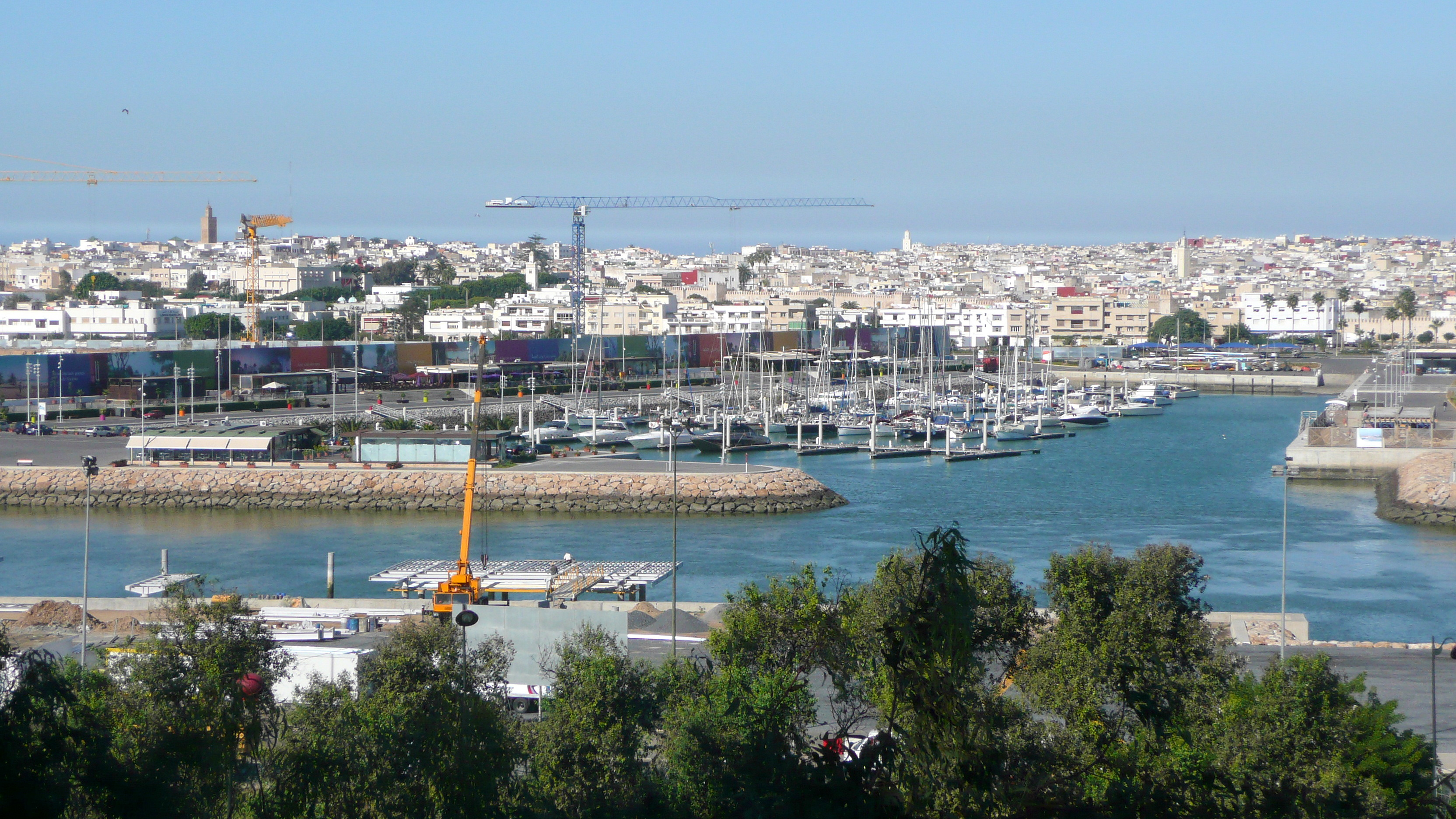
Småbåtshamn vid Salé.

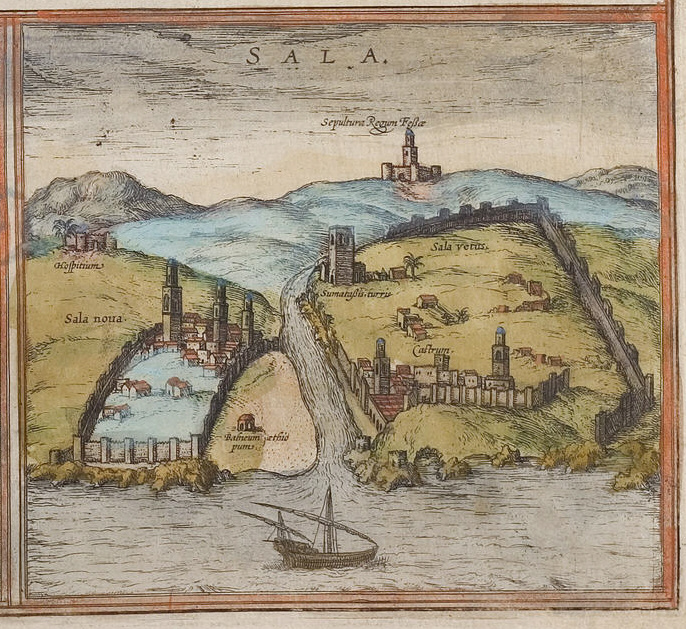
Salé på 1500-talet. Ur Georg Braun och Frans Hogenbergs Civitates orbis terrarum.

Salé (arabiska: سلا, Sla, berberspråk: ⵙⵍⴰ) är en stad i Marocko, vid nordbrädden av floden Bou Regregs mynning i Atlanten, tvärs över floden från Marockos huvudstad Rabat. Staden är administrativ huvudort för prefekturen Salé som är en del av regionen Rabat-Salé-Kénitra. Folkmängden uppgick till 890 403 invånare vid folkräkningen 2014. Salé bildar tillsammans med Rabat samt omgivande områden landets näst största storstadsområde med lite mer än 2 miljoner invånare.
I Salé framställs bland annat lädervaror, mattor och lergods. Koranskolan (madrasa) från 1340, stadsporten Bab Mrisa vid utkanten av judekvarteret från cirka 1270, och marknader med broderier, textilier, smycken med mera är bland stadens sevärdheter.
Salé grundades på 1000-talet och blev därefter en ledande hamnstad. På 1600-talet var den ett centrum för sjörövare och slavhandlare.

## Administrativ indelning
Salé är indelad i fem arrondissement:
- Bab Lamrissa
- Bettana
- Hssaine
- Layayda
- Tabriquet